# IRAS 16293-2422
IRAS 16293-2422とは、へびつかい座ρ星星形成領域に存在する原始星の二連星である。

## 概要
IRAS 16293-2422は、互いが太陽とほぼ同じ質量を持つ二連星で、分子雲を持つ若い恒星である。分子雲からは惑星ができつつあると考えられている。このような若い恒星の中では、地球から400光年と近い距離にあるため、IRAS 16293-2422はしばしば研究の対象となっている。

## 糖類の発見
2012年、デンマーク、ニールス・ボーア研究所のジェス・ジョーゲンセン氏らの研究チームが、アルマ望遠鏡を用いた観測を行い、天王星軌道に相当する距離において、糖類の1つであるグリコールアルデヒドを発見した。グリコールアルデヒドは、これまでに銀河中心部のいて座B2分子雲と、大質量星が生成されているG31.41+0.31領域にて発見されているが、惑星ができつつあると考えられている原始星において発見されるのは初めてのことである。グリコールアルデヒドはRNAの構成要素の1つであるため、生命の材料として注目されている。また、今回の観測ではグリコールアルデヒドが恒星の1つに落下する様子を捉えているため、もし惑星があれば、グリコールアルデヒドが惑星の表面上に降り積もる可能性もある。
IRAS 16293-2422は、これまでの観測でエチレングリコールやギ酸メチル、エタノールなども発見されている。